# Karel Brückner
Karel Brückner (13 de noviembre de 1939, Olomouc, Protectorado de Bohemia y Moravia) exentrenador de fútbol. Brückner ha estado al frente de la Selección de fútbol de la República Checa desde diciembre de 2001, hasta junio de 2008. Se retiró en marzo de 2009 como técnico, siendo Austria la última selección que dirigió.

## Trayectoria como jugador
Como jugador paso por los clubes locales SK Sigma Olomouc y el Banik Ostrava. Y luego como entrenador paso de nuevo por el Sigma (en cinco etapas), por el MŠK Žilina, FC Baník Ostrava, FK Drnovice, AŠK Inter Bratislava en Eslovaquia, FK Prostějov, 1. FC Brno, y la selección sub-21 de República Checa (en 2 ocasiones) hasta llegar a su actual puesto de entrenador de República Checa, que deja luego de que se termine la Eurocopa de 2008, disputada en Austria y Suiza

## Trayectoria como entrenador
No fue un gran jugador, pero se hizo un nombre como entrenador en el equipo de su ciudad, el SK Sigma Olomouc, que llevó a Primera en 1984, cuando el país se llamaba aún Checoslovaquia. Con Brückner, el equipo alcanzó los cuartos de final de la Copa de la UEFA en la temporada 1991/92, donde cayó frente al Real Madrid CF. Luego, entrenó al FK Drnovice y al AŠK Inter Bratislava eslovaco, antes de volver a Olomouc en 1995 para llevar al equipo hasta el subcampeonato, su mejor resultado de la historia. La Federación de Fútbol de la República Checa se hizo posteriormente con sus servicios, en 1997.
Su selección sub-21 era excelente, y tras ganar el Campeonato de Europa de la UEFA sub-21 disputado en Suiza en 2002, sustituyó a Jozef Chovanec en el banquillo de la selección absoluta checa. Desde entonces, Brückner se ha equivocado muy pocas veces. El seleccionador checo sigue siendo fiel a sus ideas y cada año incorpora jóvenes jugadores al equipo. 
El éxito logrado con el equipo, llegando a las semifinales de final de la Eurocopa 2004. Clasificó al equipo la Mundial de Alemania 2006 y la EURO 2008, pero no logró pasar de la fase de grupos en ambas competiciones. Antes de la Eurocopa de 2008, Brückner anunció su intención su puesto al finalizar la competición. Brückner no estuvo desempleado por mucho tiempo, porque en julio de 2008, la Federación de Austria lo nombró como nuevo mánager de su selección.
En julio de 2008, la Federación Austríaca de Fútbol lo nombró como nuevo entrenador, el 2 de marzo de 2009 el presidente de la Federación de Austria Leo Windtner, hizo público que Bruckner dejaba de ser el entrenador de Austria. El entrenador checo que estuvo en la última Eurocopa, se retiró el 18 de marzo de 2009.